# Ha Long (město)
Ha Long (vietnamsky:Thành phố Hạ Long) je hlavní město provincie Quang Ninh v severním Vietnamu. V roce 2013 zde žilo téměř 230 tisíc obyvatel. Nedaleko města se nachází stejnojmenná slavná zátoka Ha Long, která je zařazena od roku 1994 na seznam Světového dědictví UNESCO. Na pobřeží je několik letovisek pro turisty díky krásným plážím.

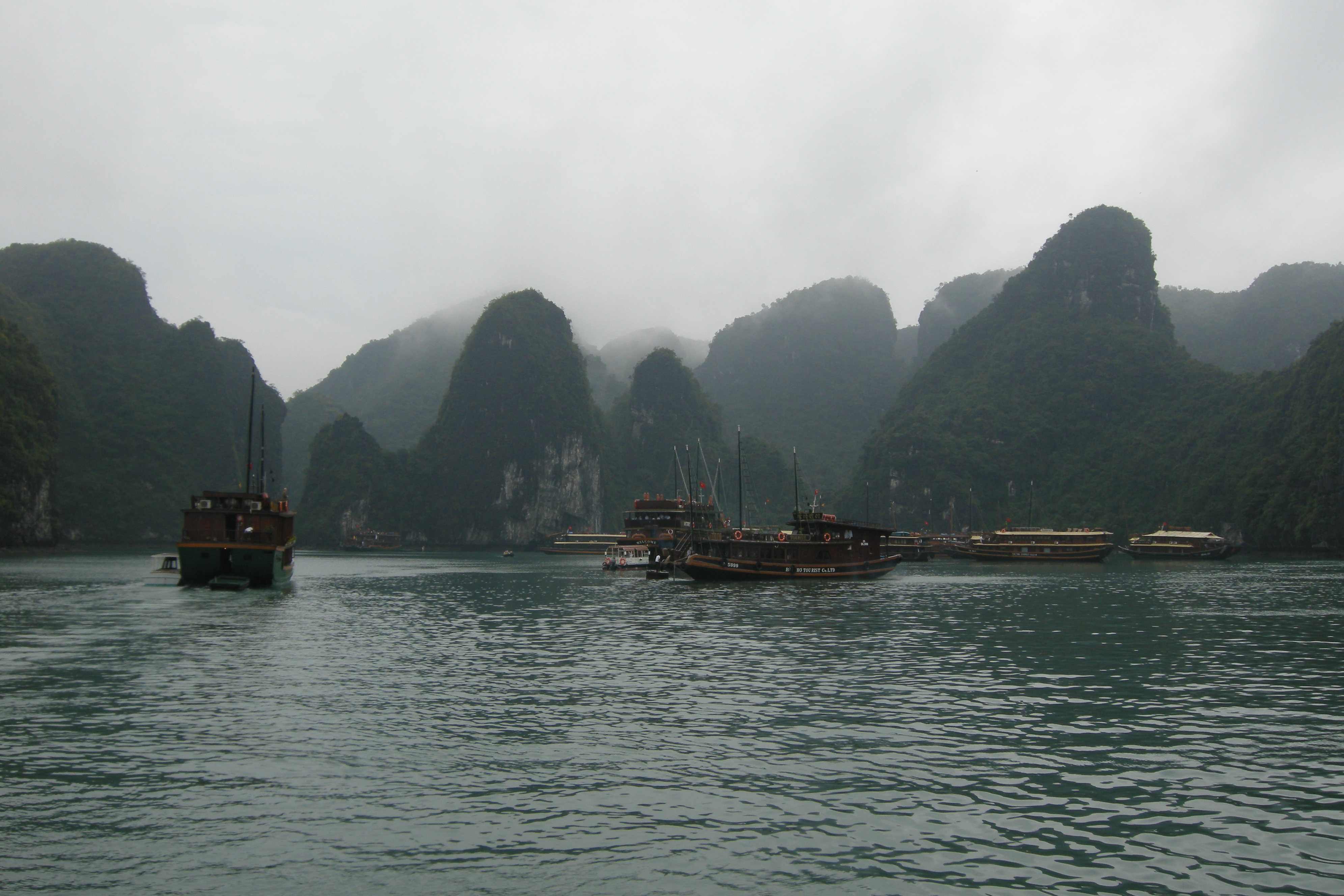
Zátoka Ha Long